# Ctenotrypauchen
Ctenotrypauchen is een monotypisch geslacht van straalvinnige vissen uit de familie van de grondels (Gobiidae).

## Soort
- Ctenotrypauchen chinensis Steindachner, 1867